# Adventa
 (novembre 2018).
Adventa Berhad (MYX: 7191) est une société de holding malaisienne cotée au Malaysian Stock Exchange et dont le siège se trouve à Petaling Jaya.

## Historique
Fondée en 2004, elle investit à l'origine dans le secteur de la fabrication de gants. En 2012, cette activité est vendue à Aspion et Adventa acquiert Electron Beam et Lucenxia, faisant ainsi son entrée dans le secteur de la santé, en vendant des logiciels tiers aux groupes du secteur.
En 2013, Adventa signe un partenariat avec Crawford Healthcare Limited afin de commercialiser des produits sous la marque Kerra. Cette année, elle lance également un site de vente en ligne de produits médicaux et de beauté.
En 2014, l'entreprise se lance dans la vente d'appareils de dialyse pour particuliers.
Aujourd'hui, la société emploie plus de 2 000 personnes dans cinq pays différents dont la Malaisie, le Pakistan ou le Sri Lanka.

## Filiales
Adventa possède actuellement quatre filiales qu'elle détient à 100 % :
- Sun Healthcare Sdn. Bhd. pour l'approvisionnement en produits médicaux.
- Electron Beam Sdn. Bhd. pour la stérilisation de matériel médical.
- Lucenxia (M) Sdn. Bhd. pour la vente d'appareils de dialyse qui dispose d'une sous-filiale dormante au Sri-Lanka, dénommée Lucenxia Lanka Limited.
- PTM Progress Trading & Marketing Sdn. Bhd. pour le stockage et le gardiennage de biens.